# TEAM 発砲・B・ZIN
TEAM 発砲・B・JIN（チームはっぽうびーじん）は、日本の劇団。1992年（平成4年）日本大学芸術学部の卒業生を中心に旗揚げし、主にスーパー戦隊をベースにしたヒーローものやコメディ、パロディものなどで人気を集めたが、2007年に解散した。

## 概要
1992年（平成4年）、きだつよしを中心に「リーリーリー」で旗揚げ。1998年、「トランスホーム リフォーム」で初の大阪進出。翌1999年「ビデオ・デ・ゴメンバー」で初のツアー公演を開催。2007年「ジューゴ」をもって解散した。
2013年「ヒノダン」で限定復活公演した。
息の合ったチームワークが特徴で、特撮ヒーローもの、アクションものの硬派な劇団の印象だが、主宰きだによると「とにかく皆の仲がいい」ため、解散6年後の復活公演ヒノダンでも休憩時間に数人で雑談していると、「いつのまにか必ず全員が集まって話している」ほどだった。

## メンバー
（メンバー出典は公式ツイッター）
- きだつよし（主宰。作・演出も担当）
- 平野勲人（平野くんじ）
- 小林愛
- 工藤潤矢
- 武藤晃子
- 西ノ園達大
- 森貞文則
- 田口治
- 福田千亜紀
- 大橋夢能

### 元メンバー
- ラヴ&ピース川津（1999年の「ビデオ・デ・ゴメンバー」を最後に脱退）

## 公演履歴

### 1992年
- Vol.1「リーリーリー」（5月13～17日、高円寺の明石スタジオ）
- Vol.2「ダッシュマン（カメイ）」（8月28日～9月1日、明石スタジオ）
- Vol.3「ウルトラファミリータイズ'92」（12月17～20日、ザ・スズナリ）

### 1993年
- Vol.4「OI OI OI」（6月19～23日、ザ・スズナリ）
- Vol.5「ダンダラ、ダンダンダン!」（6月19～23日、ザ・スズナリ）

### 1994年
- Vol.6「ウルトラファミリータイズ2LDK」（8月24～28日、下北沢駅前劇場）

### 1995年
- Vol.7「ジャスキス」（1月19～24日、下北沢駅前劇場）
- 【パルテノン多摩小劇場参加作品】「ウルトラファミリータイズ'95」（3月6日、パルテノン多摩小ホール）
- Vol.8「サンダーバーガー」（7月13～16日、シアターモリエール）
- Vol.9「ゴージャスキス」（12月6～12日、下北沢駅前劇場）

### 1996年
- Vol.10「トランスホーム」（6月26～30日、ザ・スズナリ）
- Vol.11【5周年記念公演】「ジャスキス・デス」（12月20～30日、下北沢駅前劇場）※「ジャスキス」三部作の完結編。

### 1997年
- 特別公演「リ・メンバー」（1月11日、シアターサンモール）
- Vol.12「ワンダバ」（5月2～11日、ザ・スズナリ）

### 1998年
- Vol.13「ゴメンバー」（1月15～20日、本多劇場）
- Vol.14「トランスホーム リフォーム」（6月9・10日、近鉄小劇場。19～29日、シアターサンモール）
- Vol.15「カケルエックス」（12月10～23日、シアターサンモール。28～30日、近鉄小劇場）

### 1999年
- Vol.16「ビデオ・デ・ゴメンバー」（5月26日～6月1日、シアターアプル、6月12・13日、尾道しまなみ交流館、18・19日、近鉄劇場）

### 2000年
- Vol.17「ジャスキス トリロジー」（1月10日～2月3日、本多劇場[1]）※「ジャスキス」三部作の再演。
- Vol.18「パレット」（6月23日～7月9日、三鷹市芸術文化センター 星のホール。7月21～23日、近鉄アート館）

### 2001年
- Vol.19「センゴクプー」（1月10日～23日、本多劇場。2月10～12日、近鉄小劇場）
- Vol.20【10周年記念公演】「ゴメンバー・デ・ショウ」（9月27日～10月8日、全労済ホールスペース・ゼロ。10月12～14日、近鉄小劇場。10月20日、つくばカピオホール）

### 2002年
- Vol.21「メルダイバー」（6月20～25日、アートスフィア。7月6・7日、新神戸オリエンタル劇場）

### 2003年
- Vol.22「オス!」（1月10～19日、本多劇場。25・26日、近鉄小劇場）
- Vol.23「トランスホーム～インターナショナルバージョン～（東京公演）」（12月18～30日、本多劇場）※東京・大阪公演ともに共通して英語版と日本語版の2本立て上演。

### 2004年
- Vol.23「トランスホーム～インターナショナルバージョン～（大阪公演）」（1月10・11日、近鉄小劇場）
- 「カケルエックス デラックス」（7月2～11日、本多劇場。7月31日・8月1日、ワッハ上方・ワッハホール）

### 2005年
- 「ツカエナイト」（1月7～16日、本多劇場。19～21日、ワッハ上方・ワッハホール、2月5日、つくばカピオホール）

### 2006年
- 「テングメン」（3月25日～4月2日、本多劇場。4月8・9日、新神戸オリエンタル劇場）
- 「マジヨ」（10月11～18日、全労済ホールスペース・ゼロ。21・22日、大阪ビジネスパーク円形ホール）

### 2007年
- 「ジューゴ」（4月13～26日、本多劇場。5月12・13日、松下IMPホール。19日、つくばカピオホール）

### 2013年
- 「ヒノダン」（5月23～29日、本多劇場。発砲版「真田十勇士」[2]）